# ShAK-12
De ShAK-12, (Russisch: ШАК-12) werd oorspronkelijk aangeduid onder de naam ASh-12.7 (АШ-12.7, in het geheel "Автомат штурмовой 12.7мм" wat vertaald naar "Aanvalsgeweer 12,7mm"). Het is een geweer dat door door TsKIB SOO ("Centraal ontwerp- en onderzoeksbureau voor sport- en jachtwapens") werd ontwikkeld voor "CQB" en stedelijke operaties. TsKIB is een dochteronderneming van het KPB ontwerpbureau voor instrumenten in Toela, Rusland. Het wapen werd ontwikkeld op verzoek van de FSB met extreme stopkracht op korte afstand in gedachten voor stedelijke gevechtseenheden van de FSB. Volgens de Russische pers werd de eerste partij ShAK-12 geweren geleverd aan de FSB laat in 2011.

## Overzicht
De ShAK-12 is een "korte-afstand gevecht" wapen voor risicovolle wetshandhavingsoperaties dat hoge stopkracht combineert met beperkt doordringingsvermogen en een korte 'gevaarlijke afstand' om onbedoelde schade aan onschuldige omstanders of gijzelaars te voorkomen. Om deze doelen te bereiken hebben de ontwerpers van de ShAK-12 speciale munitie ontwikkeld met een groot kaliber. Er zijn meerdere soorten patronen beschikbaar. De Munitie die gebruikt wordt voor de ShAk-12 is de 12,7x55mm, een patroon gebaseerd op de .338 Lapua Magnum met meerdere aanpassingen. Deze werd oorspronkelijk ontwikkeld door dezelfde organisatie die het VKS scherpschuttersgeweer ontworp. De ShAK-12 wordt gebruikelijk geladen met een licht, subsonisch patroon met een kern van aluminium, blootgesteld aan de voorkant, uitgehold aan de achterkant en gedeeltelijk ingesloten in een bi-metalen omhulsel. Het patroon heeft een kogelgewicht van 7-33 gram voor het gebruik voor de ShAK-12. Meerdere kogelladingen zijn beschikbaar die verschillen in massa.
Dit nieuwe Russische patroon vertoont conceptuele overeenkomsten met een familie van patronen met grote boring die in de VS zijn ontwikkeld voor het AR-15 wapenplatform, zoals .458 SOCOM, .499 LWR of .50 Beowulf. De Russische patronen gebruiken echer een langere huls en over het algemeen een zwaardere kogel. De tegenhangers uit de VS zijn meestal geladen met kogels met een massa van 19 gram of meer.

## Ontwerp
De ShAK-12 heeft een bull-pup layout met een stalen gestempelde ontvanger en een polymeren behuizing en kolf. Het gebruikt een kort terugslagladingssysteem, wat betekent dat na het vuren van het patroon, de loop een kleine afstand naar achter schuift samen met het grendelingssysteem als gevolg van de terugslag. De huls wordt uit het wapen geworpen door deze beweging zonder het omleiden van gassen in het wapen. Het is niet bekend wat voor soort grendelingssysteem wordt gebruikt, maar het is hoogstwaarschijnlijk een roterende grendel met 2 of 3 nokken. De vuurbediening bevat 2 aparte schakelaars; een vuurmodus schakelaar (Half- /Volautomatisch) aan de achterkant, en een tweezijdige veiligheidsschakelaar (Veilig/Vuur) boven de pistoolgreep. Er zijn meerdere configuraties van het basisgeweer. De eerste bevat een intern handvat met een ingebouwd achter vizier en een uitvouwbaar voor vizier. Een stuk Picatinny rail is geïnstalleerd aan het handvat optische vizieren te kunnen monteren. Een andere versie die geobserveerd is in foto's bevat een "platte bovenkant" configuratie met een Picatinny rail op de bovenkant van het vuurmechanisme en een voor en achter vizier op een vouwbare basis. Andere variaties hebben een Picatinny rail onder de voorkant van het wapen of een 40mm granaatwerper. Apparaten voor de vuurmonding bevatten een mondingsremmer of een snel afneembare geluidsdemper. De FSB heeft de ShAK-12 in kleine getalen in gebruik genomen. Wapens als de Dragoenova en Heckler & Koch MR308 komen in groteren getale voor.

## Munitie
- 12,7x55mm Легкая Пуля (Legkaja Pulja (LP) "Lichte Kogel") [Kogelgewicht: 7 gram] Lichte supersonische sub-kaliber loden kogel met een aluminium kern.
- 12,7x55mmТяжелая Пуля (Tjazhelaja Pulja (TP) "Zware Kogel") [Kogelgewicht: 33 gram] Zware subsonische loden kogel.
- 12,7x55mm Двухпульный (Dvukhpul'nij (DP) " Dubbele kogel") [Kogelgewicht: 17 gram per stuk] Twee kogels achter elkaar geladen.
- 12,7x55mm Бронебойная Пуля (Bronebojnaja Pulja (BP) "Pantserdoorborende kogel") [Kogelgewicht: 18 gram] Loden kogel met pantserdoorborende kern.

## Gebruikers
- Rusland: In gebruik bij de FSB[4]